# دریاچه اوندوزرو
دریاچه اوندوزرو (انگلیسی: Lake Undozero) یک دریاچه در استان آرخانگلسک کشور روسیه است.